# Instituto de Investigación Agrícola Bashkir
El Instituto de Investigación Agrícola Bashkir (en ruso: Башкирский научно-исследовательский институт сельского хозяйства) es la principal institución de investigación de la república Bashkortostán de la Federación rusa, dedicada a la selección de cultivos agrícolas, ganado lechero, cría productiva de caballos y elaboración de kumiss.

## Historia
En 1910, la Asamblea Ufa Zemstvo del Imperio Ruso estableció una estación agrícola experimental cerca del pueblo de Chishmy en el ferrocarril Samara-Zlatoust. El primer director de la emisora fue A.N. Prokhorov. La estación operaba: un campo experimental, una estación meteorológica, un laboratorio, un jardín botánico agrícola, una granja de campo, un prado experimental, un invernadero y un museo.
En 1929, la estación experimental se transformó en la "Estación Experimental Regional de Bashkir", en 1931 - en la "Estación de Selección y Experimental de Chishminskaya", en 1935 - en el "Instituto de Investigación de Agricultura y Ganadería de Bashkir", en 1937 - en la "Estación de Selección del Estado de Bashkir". En 1956, se estableció el "Instituto de Investigación Agrícola Bashkir" sobre su base.
En 1983, el Instituto se transformó en dos institutos: el "Instituto de Investigación Científica de Agricultura y Selección de Cultivos de Campo de Bashkir" y el "Instituto Tecnológico y de Diseño de Investigación Científica de Bashki"r para la Producción de Ganadería y Forrajes.
En 1998 se reorganizó en el Instituto de Investigación Agrícola Bashkir.
A lo largo de la historia del instituto, ha obtenido más de 235 variedades de cultivos agrícolas.
A lo largo de los años, los criadores S.A. Kunakbaev, V.Kh. Khangildin, L.N. Strelyaeva, R.I.Bolotina, A.N.Biktimirov trabajaron en el instituto, los autores de las variedades populares Bashkir de centeno de invierno, guisantes, uvas y otras culturas agrícolas.
Los logros destacados del instituto incluyen variedades: centeno de invierno de tallo corto Chulpan con un rendimiento de 65 a 70 céntimos por hectárea (Héroe del Trabajo Socialista, académico honorario de la Academia de Ciencias de la República de Bashkortostán S.A. Kunakbaev , etc. .), guisantes de grano (académico honorario de la Academia de Ciencias de la República de Bashkortostán, doctor en ciencias agrícolas V.Kh. Khangildin y otros); uvas que maduran en regiones al norte del paralelo 55 (galardonado con el Premio Estatal de la URSS L.N. Strelyaeva y otros); creación de tipos de carne y productos lácteos de la raza de caballo Bashkir - Irandyksky, Uchalinsky; desarrollo de tecnología para el secado de leche de yegua para alimentación infantil y cocción de kumis ( Doctor en Ciencias Agrarias I.A. Saigin y otros).
20 variedades están incluidas en el Registro Estatal, se han recibido 12 patentes por logros de mejoramiento: para trigo blando de primavera - Bashkirskaya 26, Bashkirskaya 28, Ekada 66, Ekada 70; para trigo duro de primavera - Bashkirskaya 27; para guisantes - Chishminsky 229, para trigo sarraceno - Ilishevskaya, Bashkirian de tallo rojo; en pasto sudanés - Chishminskaya temprano, Yaktash; para el híbrido Sorgo-Sudán - Chishminsky 84, para guisantes - variedad " In Memory of Khangildin ".
Actualmente, las variedades del instituto se siembran en más de 3 millones de hectáreas de tierra cultivable en la Federación de Rusia, en Bashkortostán , alrededor de 1 millón de hectáreas.
Los institutos han formado y operan escuelas científicas de ciencias agrícolas bajo la dirección de científicos famosos: V.K. Girfanov , Sh.A. Gaisin, D.V. Bogomolov , P.I.Smirnov, G.N. Lysak, G.S. Smorodin, N.R.Bakhtizin , EM Rakhimov, Ya.I. Vanyukov , BP Shilenko, P.Ya. Bulchuk, SA Abdrashitov, DB Gareev, UG Gusmanov, N.G. Fenchenko, A.M. Yamaleev, B.Kh. Satyev, V.M. Shiriev, M.G. Malikov y otros.
Actualmente, el instituto de investigación utiliza métodos de investigación modernos. Por lo tanto, el laboratorio de experiencia en genética molecular está acreditado por el Ministerio de Agricultura de Rusia y el instituto está incluido en la lista de organizaciones del Registro de pedigrí del estado como organización de contabilidad y control. Dominamos los métodos para determinar la fiabilidad del origen. Los productores de toros se controlan para detectar la presencia de alelos de rasgos especialmente valiosos ( alelo B del gen kappa-caseína) y posibles portadores de enfermedades hereditarias.
En el campo del cultivo de plantas, la PCR se utiliza para estudiar el polimorfismo de ADN de diferentes variedades de guisante común con la identificación de variedades con mayor polimorfismo. En relación con la aparición en la República de Bielorrusia de un número suficiente de equipos de recolección, que permite la eliminación de especies de cultivo tanto alojadas como erectas con pérdidas mínimas, los criadores de los institutos de investigación ahora dan preferencia a los morfotipos de hojas como formando un gran rendimiento debido a la presencia de una superficie fotosintética más amplia.

## Estructura del instituto
Por orden de la Agencia Federal para Organizaciones Científicas de Rusia del 1 de agosto de 2017 No. 689p / o, Chanyshev Ildar Olegovich, Doctor en Ciencias Agrícolas, fue nombrado director interino del Instituto de Investigación Agrícola Bashkir.
El instituto tiene dos centros de mejoramiento para el cultivo de plantas: el centro de mejoramiento de Chishminsky para el cultivo de plantas y cultivos de frutas y bayas (dirigido por M.I. Michurin) y el centro de selección Kushnarenkovsky para cultivos de frutas y bayas y uvas (dirigido por R.A. Shafikov). -Centro tecnológico para cultivo de plantas, 5 departamentos científicos y 18 laboratorios.

## Dirección
A. N. Prokhorov;

Khangildin, Vasikh Khaidarovich - desde 1961;

Bakhtizin Nazif Rayanovich - profesor, candidato de ciencias agrícolas;
 
Zhdanov Nail Haevich Candidato de Ciencias Agrícolas;
 
Petrov P.I. Ph.D. Econ. ciencias; Mineev M.I., candidato de ciencias agrícolas;

Shayakhmetov Ildar Timergasimovich (1998-2008) - Doctor en Economía, Trabajador Honorario de Agricultura de la República de Bashkortostán;

Vakil Mirgalievich Shiriev - desde 2008

Ildar Olegovich Chanyshev - desde 2017 - Doctor en Ciencias Agrícolas

## Publicaciones
- "El sistema de conducción de la producción agroindustrial en la República de Bashkortostán" Colectivo de autores. - Ufa: AN RB, Gilem, 2012 .-- 528 p.
- "Cultivos de frutas y bayas en la República de Bashkortostán" V.M. Shiriev, M.G. Abdeeva, T.G. Demina, R.A. Shafikova. - Ufa, 2012 .-- 174 p.
- "Eficiencia del uso de la tierra agrícola" R.U. Gusmanov, A.T. Abdrashitov. - Ufa, 2012.- 184 p.
- "Tecnología de producción de papa en la República de Bashkortostán" Colectivo de autores. - Ufa, 2012.- 68 p.

## Actas
El instituto ha creado variedades de cultivos de frutas y bayas:
Manzanos 'Bashkir Winter' , 'Bashkir Emerald' , 'Bashkir Handsome' , 'Bellefleur Bashkir' , 'Ural-Tau'.

Peras 'Bashkir Autumn' , 'Bashkir Summer'

Uvas adaptadas a las condiciones locales: 'Alexander'  , 'Bashkir temprano' , 'Jubilee' , 'En memoria de Strelyaeva' , 'Karagai'.

Centeno 'Chulpan' , 'En memoria de Kunakbaev'.

Calabaza 'Ufa'

Trigo 'Bashkir 26' , Trigo 'Bashkir 28' , Trigo 'Escada 66' , Trigo 'Escada 70'.

Hierba sudanesa 'Chishminskaya Early' , 'Chishminskiy 84' , 'Yaktash'.

Patatas 'Bashkir' 'Karaidel'.

En solo 100 años, el instituto ha creado más de 235 variedades de cultivos agrícolas.